# Амсуварман
Амсуварман или Амшу Верма (умер 621 н.э.; деванагари : अंशुवर्मा) занял место Mahasamanta (эквивалент премьер-министра) около 595 н.э., при короле Шивадева, управлявшем королевством Личави в Непале, женившись на его дочери. К 604 году н.э. тесть был низведён Амшувермой до номинального главы в течение нескольких лет после его назначения Самантой, феодальным лордом. Его правление, похоже, закончилось до 621 года нашей эры, когда королем стал наследный принц Удаядев.
Амсуварман принял титул Пашупати Бхаттарака в период большинства шиваитов.  Значение санскритского слова Бхаттарака - благородный господин.  Считается, что Амсуварман был сыном брата царицы Шивадевы. Он был образованным, смелым и дальновидным правителем периода Личхави, а также любил искусство, архитектуру и литературу. К его заслугам относится строительство дворца Кайлашкут Бхаван.
Посол Китая Ван Хуэн Че, который был назначен около 640 г. н.э., дал письменное описание достижений Амсувармана, изложенное в Танских анналах Китая. Назначение китайского посла при дворе Непала в седьмом веке показывает, что между Непалом и Китаем уже установились очень тесные отношения.
Многие тибетские источники называют Бхрикути дочерью Амшувермы. Если это так, брак с Сонгтсан Гампо должен был состояться в районе до 624 г. н.э..  Ачарья Кирти Тулку Лобсанг Тензин, однако, заявляет, что Сонгстан Гампо женился на Бхрикути Деви, дочери царя Ангсу Вармы или Амшувармы (тиб. Васер Гоча ) Непальского в 632 году.
Однако согласно некоторым тибетским легендам, у непальского царя по имени Го Ча (которого Сильвен Леви назвал «Удайяварман», от буквального значения тибетского имени) была дочь по имени Бри-бтумн или Бхукути.  «Удаяварман», скорее всего, был тем же царем, которого мы знаем, как Удаядева, сын Шивадевы I, а затем приемный сын и наследник Амшувармы. Он также считался отцом Нарендрадевы (тиб. Миванг-Лха ).  Если это принять, это означает, что Нарендрадева и Бхрикути Деви были братом и сестрой.
Считается, что Удаядев был сослан в Тибет, а дочь Удаядева, Бхрикути , была замужем за тибетским императором Цронг-цанг Гомпо. Это событие, вероятно, развило торговые отношения между Непалом и Тибетом. Некоторые ранние историки в Непале ошибочно пришли к выводу, что пиктографический символ, использованный для имени отца Бхрикути в Танских Анналах, обозначает Амшу (что означает лучи восходящего солнца на санскрите, языке, который тогда использовался в Непале), где как Удайа ( восход солнца) также были бы написаны теми же символами. Бхрикути не могла быть дочерью Амшувермы просто потому, что она была бы слишком стара, чтобы выйти замуж за тибетского императора. Бхрикути была дочерью Удаядева, и она отправила тибетскую армию в долину Непала, чтобы восстановить Нарендрадева, своего брата, королем Непала около 640 г. н.э. Бхрикути сыграла важную роль в распространении буддизма в Тибете, и позже она достигла статуса Тары, шакти в буддизме Махаяны.
Китайский монах-буддист по имени Сюаньцзан, посетивший Индию в VII веке, описал Амшуварму как человека с многогранным талантом. Построенный изначально храм Джоканг в Лхасе был смоделирован по образцу непальского монастыря - квадратный четырёхугольник со святыней ква-па-дио в центре восточного крыла напротив входа. В самой внутренней святыне храма Джоканг, внесенного в список всемирного наследия, до сих пор сохранились изделия из дерева непальского происхождения и мастерства. Непальское искусство и архитектура распространились по таким странам, как Китай и Япония. Надпись Амшувармы, датированная 607 годом нашей эры в Тистунге, признает важность «арийского кодекса поведения» (то есть кастовой системы, получавшей всё более широкое распространение в Индии).
Большим достижением архитектуры и инженерии при Амсувармане было строительство дворца Кайлашкут Бхаван, расположенного около Хадигауна в Катманду. Он имел три двора и семиэтажное многоярусное строение с грандиозными гидротехническими сооружениями и инкрустацией из камня. Большое экономическое развитие во время правления Амсувармана известно как «золотой период» в истории Непала.

## Жизнь

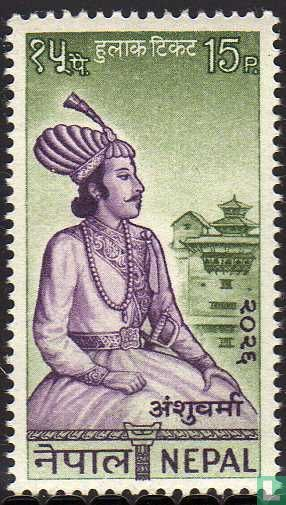
Непальская марка 1969 года с изображением Амсувармана в храме Пашупатинатх

Амсуварман также женил свою сестру Бхогу Деви на индийском короле Сур Сене, и этот брак помог ему укрепить отношения с Индией. Он сохранил независимость и суверенитет королевства Непал успешной внешней политикой. Его грамматика санскрита, названная Шабда Видья , сделала его популярным даже за пределами страны. Знаменитый китайский путешественник Хуэн Цанг с похвалой отзывался об Амсувармане в своем путевом отчете.
В большинстве надписей царь Шивадева первым упоминает имя Амшувермы как Шримахасаманта. В более поздний период правления царя Шивадева Амсуварман объявил себя верховным правителем. Царь Шивадев сначала сбежал из дворца со своей семьей в соседнюю страну Тибет, потому что все они были буддийскими королями и имели очень тесные торговые отношения. Когда они несколько лет были в Тибете, дочь Шивадева Виркути вышла замуж за тибетского принца. Вторая жена короля Шонг Чог Гомбуса была дочерью танского короля Тайцзуна.
Источники семьи Амсуварман умалчивают, что между кланами Дэва и Верма существовали супружеские отношения, которые умелый дипломат Амсуварман был использовал для узурпации власти. С другой стороны, он покровительствовал ученым в своем государстве и увеличил благосостояние народа. Непал имел торговые отношения с Тибетом, и обменивались такими предметами, как железо, хвост яка, шерсть, стручки кабарги, медная утварь, травы.

## Личность
Амсуварман был признан человеком талантов, посвятившим себя изучению Шастр . Согласно одной надписи, где к нему обращаются как к अनिशिनिशिचानेकशास्त्रार्थविमर्शव दिता सद्दर्शन तया धर्माधिकार स्थितिकावोत्सव मनतिश्यम् मन्यमानो  и अनन्य नरपति सुकरा पुगयाधिकार स्थिति निबन्धनो नीयमान समाधानो  которые описывают Амшуверму как человека, который очистил свой разум непрерывным стремлением к знаниям и дебатам день и ночь, что позволило ему установить правила для поддержания справедливости и добродетели в обществе праведным судом, что он сам ценил больше всего и अनन्य नरपति सुकरा पुगयाधिकार स्थिति निबन्धनो नीयमान समाधानो.
Во время своего правления некий Бибхубарма Раджбанси, или потомок раджи, освятив Будду, построил акведук с семью ручьями и написал следующее справа от одного из них: «По доброте Амшувермы, этот акведук был построен Бибхубармой, чтобы преумножить заслуги своего отца».

## Паломничество, смерть
Амсувармана считали наделенным всеми царскими качествами и добродетелями. Он был справедливым, беспристрастным и способным администратором, управлявшим своим народом без предубеждений.
Согласно некоторым надписям, царь Шива Дева говорил, что Амсуварман был человеком всемирной славы, и он всегда уничтожал своих врагов своим героическим характером. Некоторые другие надписи говорят нам, что у него была «великая личность, которая рассеивала тьму светом своей славы». Хуэн Цанг, сам образованный человек и уважаемый ученый, пишет о нём как о человеке высоких достижений.
Амсуварман написал книгу по грамматике на санскрите. Он покровительствовал великому грамматику Чандраверме, ученому из Университета Наланды. Он следовал шиваизму, но был терпим и к другим религиям. Его по праву можно сравнить с другими великими правителями своего времени по политическим взглядам и беспристрастным чувствам без каких-либо религиозных предрассудков. Для улучшения благосостояния народа он уделял большое внимание внутренней и внешней торговле страны. Непал имел торговые отношения с Индией, Тибетом и Китаем и стал центром торговли Индии с Китаем и наоборот.
Амсуварман придавал одинаковое значение развитию промышленности и сельского хозяйства. Он приложил все усилия, чтобы помочь людям, построив каналы для орошения полей. Он взимал налог на воду, землю, налог на оборону и налог на роскошь, используя доход от этих источников для развития страны, а не для личного удовольствия и роскоши. Амсуварман умер примерно в одно время с Савматом, 619-623 гг.